# Leptocuma kinbergii
Leptocuma kinbergii is een zeekommasoort uit de familie van de Bodotriidae. De wetenschappelijke naam van de soort is voor het eerst geldig gepubliceerd in 1873 door Sars.